# Diguetia
Diguetia es un género de arañas araneomorfas de la familia Diguetidae. Se encuentra en México y Estados Unidos y una especie en Argentina.

## Lista de especies
Según The World Spider Catalog 12.0:
- Diguetia albolineata (O. Pickard-Cambridge, 1895)
- Diguetia andersoni Gertsch, 1958
- Diguetia canities (McCook, 1889)
- Diguetia catamarquensis (Mello-Leitão, 1941)
- Diguetia imperiosa Gertsch & Mulaik, 1940
- Diguetia mojavea Gertsch, 1958
- Diguetia propinqua (O. Pickard-Cambridge, 1896)
- Diguetia signata Gertsch, 1958
- Diguetia stridulans Chamberlin, 1924